# Eleccions legislatives lituanes de 2020
Les eleccions legislatives lituanes de 2020 es van celebrar els dies 11 i 25 d'octubre de 2020 per triar els 141 membres del Seimas. 71 d'ells van ser triats en districtes electorals uninominales utilitzant el sistema de balotatge, i els 70 restants en un districte electoral únic a nivell nacional utilitzant representació proporcional. La primera ronda es va celebrar l'11 d'octubre i la segona el 25 d'octubre.
En el context de la pandèmia de COVID-19, les eleccions parlamentàries lituanes del 2020 van tenir la segona participació més baixa en les eleccions de la primera volta al Seimas des que es va restaurar la República de Lituània. La participació més baixa va ser a les eleccions legislatives lituanes de 2004, quan només el 46,1% dels votants van exercir el seu dret a la primera volta.

## Antecedents
Les eleccions legislatives lituanes de 2016 van ser una sorprenent victòria aclaparadora per a la Unió Lituana d'Agricultors i Verds (LVŽS), que va obtenir 54 escons, inclosa la meitat dels districtes electorals uninominals. El gabinet de Saulius Skvernelis va assumir el càrrec amb el suport de la LVŽS i el Partit Socialdemòcrata de Lituània (LSDP). El LSDP es va dividir en 2017 a causa del desacord sobre la participació al govern, i alguns dels seus parlamentaris van formar el Partit Socialdemòcrata Laborista de Lituània (LSDDP) amb membres del Partit del Treball.
En mancar de recolzament al Parlament, el govern va aprovar una nova coalició amb Ordre i Justícia (TT) 5 de juliol de 2019, que va durar només dos mesos, ja que el grup parlamentari d'Ordre i Justícia (TT) es va dissoldre el 10 de setembre de 2019. L'Acció Electoral dels Polonesos a Lituània i el grup parlamentari "Per al Benestar de Lituània" format per antics membres del TT, es van unir a la coalició, tanmateix, Skvernelis només va conservar la majoria durant quatre mesos: el 13 de gener de 2020, el grup parlamentari "Per al benestar de Lituània" es va dissoldre i el 7 de maig de 2020, la Unió Cristiana va expressar el seu suport al govern.
Una proposta per reduïr la grandària del Seimas de 141 a 121 escons va fracassar després del referèndum constitucional de Lituània de 2019.

## Sistema electoral
Els 141 membres del Seimas s'escullen en 71 circumscripcions uninominals mitjançant el sistema de dues voltes, i els 70 restants en una única circumscripció nacional mitjançant la representació proporcional.

## Resultats
| Partit                           | Partit                                   | Districte nacional | Districte nacional | Districte nacional | Districtes uninominals | Districtes uninominals | Districtes uninominals | Districtes uninominals | Districtes uninominals | Districtes uninominals | Total    | +/– |
| Partit                           | Partit                                   | Districte nacional | Districte nacional | Districte nacional | Primera volta          | Primera volta          | Primera volta          | Segunda volta          | Segunda volta          | Segunda volta          | Total    | +/– |
| Partit                           | Partit                                   | Vots               | %                  | Escons             | Vots                   | %                      | Escons                 | Vots                   | %                      | Escons                 | Total    | +/– |
| -------------------------------- | ---------------------------------------- | ------------------ | ------------------ | ------------------ | ---------------------- | ---------------------- | ---------------------- | ---------------------- | ---------------------- | ---------------------- | -------- | --- |
|                                  | Unió Patriòtica - Democristians Lituans  | 292.068            | 25,77              | 23                 | 267.976                | 24,21                  | 1                      | 352.566                | 40,21                  | 26                     | 50 / 141 | 19  |
|                                  | Unió Lituana d'Agricultors i Verds       | 204.780            | 18,07              | 16                 | 169.551                | 15,32                  | 0                      | 209.714                | 23,92                  | 16                     | 32 / 141 | 22  |
|                                  | Partit del Treball                       | 110.780            | 9,77               | 9                  | 88.083                 | 7,96                   | 0                      | 8.077                  | 0,92                   | 1                      | 10 / 141 | 8   |
|                                  | Partit Socialdemòcrata de Lituània       | 108.641            | 9,59               | 8                  | 130.559                | 11,79                  | 0                      | 75.560                 | 8,62                   | 5                      | 13 / 141 | 4   |
|                                  | Partit de la Llibertat                   | 107.057            | 9,45               | 8                  | 69.740                 | 6,30                   | 0                      | 68.630                 | 7,83                   | 3                      | 11 / 141 | Nou |
|                                  | Moviment dels Liberals                   | 79.742             | 7,04               | 6                  | 102.586                | 9,27                   | 0                      | 57.671                 | 6,58                   | 7                      | 13 / 141 | 1   |
|                                  | Acció Electoral dels Polonesos           | 56.382             | 4,97               | 0                  | 52.905                 | 4,78                   | 2                      | 14.835                 | 1,69                   | 1                      | 3 / 141  | 5   |
|                                  | Partit Socialdemòcrata Laborista         | 37.198             | 3,28               | 0                  | 51.229                 | 4,63                   | 0                      | 26.198                 | 2,99                   | 3                      | 3 / 141  | Nou |
|                                  | Partit del Centre Lituà                  | 26.767             | 2,36               | 0                  | 20.474                 | 1,85                   | 0                      | 5.405                  | 0,62                   | –                      | 0 / 141  | 1   |
|                                  | Aliança Nacional                         | 25.092             | 2,21               | 0                  | 14.938                 | 1,35                   | 0                      | –                      | –                      | –                      | 0 / 141  | Nou |
|                                  | Llibertat i Justícia                     | 23.350             | 2,06               | 0                  | 28.568                 | 2,58                   | 0                      | 9.631                  | 1,10                   | 1                      | 1 / 141  | Nou |
|                                  | Partit Verd Lituà                        | 19.307             | 1,70               | 0                  | 35.174                 | 3.18                   | 0                      | 6.648                  | 0,76                   | 1                      | 1 / 141  | =   |
|                                  | El Camí del Coratge                      | 13.337             | 1,18               | 0                  | 2.573                  | 0,23                   | 0                      | –                      | –                      | –                      | 0 / 141  | =   |
|                                  | Lituània - Per a Tots                    | 11.351             | 1,00               | 0                  | 7.692                  | 0,69                   | 0                      | –                      | –                      | –                      | 0 / 141  | Nou |
|                                  | Unió Cristiana                           | 8.833              | 0,78               | 0                  | 17.360                 | 1,57                   | 0                      | –                      | –                      | –                      | 0 / 141  | Nou |
|                                  | Unió de la Solidaritat Intergerenacional | 5.807              | 0,51               | 0                  | 2.753                  | 0,23                   | 0                      | –                      | –                      | –                      | 0 / 141  | Nou |
|                                  | Partit Popular Lituà                     | 2.950              | 0,26               | 0                  | 1.087                  | 0,10                   | 0                      | –                      | –                      | –                      | 0 / 141  | =   |
| Independents                     | Independents                             | –                  | –                  | –                  | 43.756                 | 3,95                   | 0                      | 41.936                 | 4,78                   | 4                      | 4 / 141  | =   |
| Vots nuls/en blanc               | Vots nuls/en blanc                       | 41.401             | –                  | –                  | 61.585                 | –                      | –                      | 36.526                 |                        |                        |          |     |
| Total                            | Total                                    | 1.174.843          | 100                | 70                 | 1.168.350              | 100                    | 3                      | 917.674                | 100                    | 68                     | 141      | =   |
| Votants registrats/participació  | Votants registrats/participació          | 2.457.722          | 47,80              | –                  | 2.457.722              | 47,54                  | –                      | 2.355.726              | 38,96                  |                        |          |     |
| Font: Comissió Electoral Central |                                          |                    |                    |                    |                        |                        |                        |                        |                        |                        |          |     |

## Conseqüències
Com que cap partit o coalició electoral va aconseguir la majoria absoluta es va formar un govern de coalició. El 15 d'octubre, quatre dies després de la primera volta, els líders de la Unió Patriòtica - Democristians Lituans, el Moviment Liberal i el Partit de la Llibertat formar un govern de coalició encapçalat com a primera ministra per Ingrida Šimonytė, que va prendre possessió del càrrec el 25 de novembre de 2020. És la segona dona que ocupa el càrrec, després de Kazimira Prunskienė.